# Thames Gateway Transit
Il Thames Gateway Transit era il nome collettivo di due schemi di autobus separati pianificati e parzialmente implementati, da Transport for London (TfL), nella sezione est di Londra della zona di riqualificazione del Thames Gateway in Inghilterra. Erano:
- East London Transit, aperto in diverse fasi dal 2010 al 2013
- Greenwich Waterfront Transit, che è stato annullato nel 2009

Il Thames Gateway Bridge che avrebbe collegato i due sistemi è stato cancellato nel 2008.

## East London Transit
L'East London Transit (ELT) è un servizio di autobus a transito rapido, gestito come parte della rete London Buses. È stato aperto, in diverse fasi tra il 2010 e il 2013, progettato per soddisfare la domanda esistente e prevista di trasporto pubblico nella zona est di Londra causata dalla riqualificazione del Thames Gateway. In origine, l'ELT faceva parte della proposta Thames Gateway Transit, che avrebbe utilizzato il Thames Gateway Bridge per collegarsi al Greenwich Waterfront Transit sul lato sud del Tamigi.

## Greenwich Waterfront Transit
Dopo la costruzione di 1,8 km di corsie preferenziali lungo la penisola di Greenwich per collegarsi alla stazione di North Greenwich e al Millennium Dome nel 2000, è stato proposto da TfL il Greenwich Waterfront Transit per collegare i siti di sviluppo intorno al Millennium Dome, Charlton, Woolwich e Thamesmead su corsie preferenziali per gli autobus. Originariamente si era proposto di utilizzare filobus a guida ottica, il sistema avrebbe funzionato come parte della rete degli autobus di Londra. Transport for London ha annunciato, alla fine di marzo 2009, che lo schema di Greenwich Waterfront Transit non sarebbe stato portato avanti.

## Thames Gateway Transit
Si prevedeva che i due schemi, sebbene promossi separatamente da Transport for London, avrebbero formato un'unica rete collegata dal Thames Gateway Bridge, che fu cancellata dall'allora sindaco di Londra Boris Johnson nel 2008.